# Tratado de Chambord

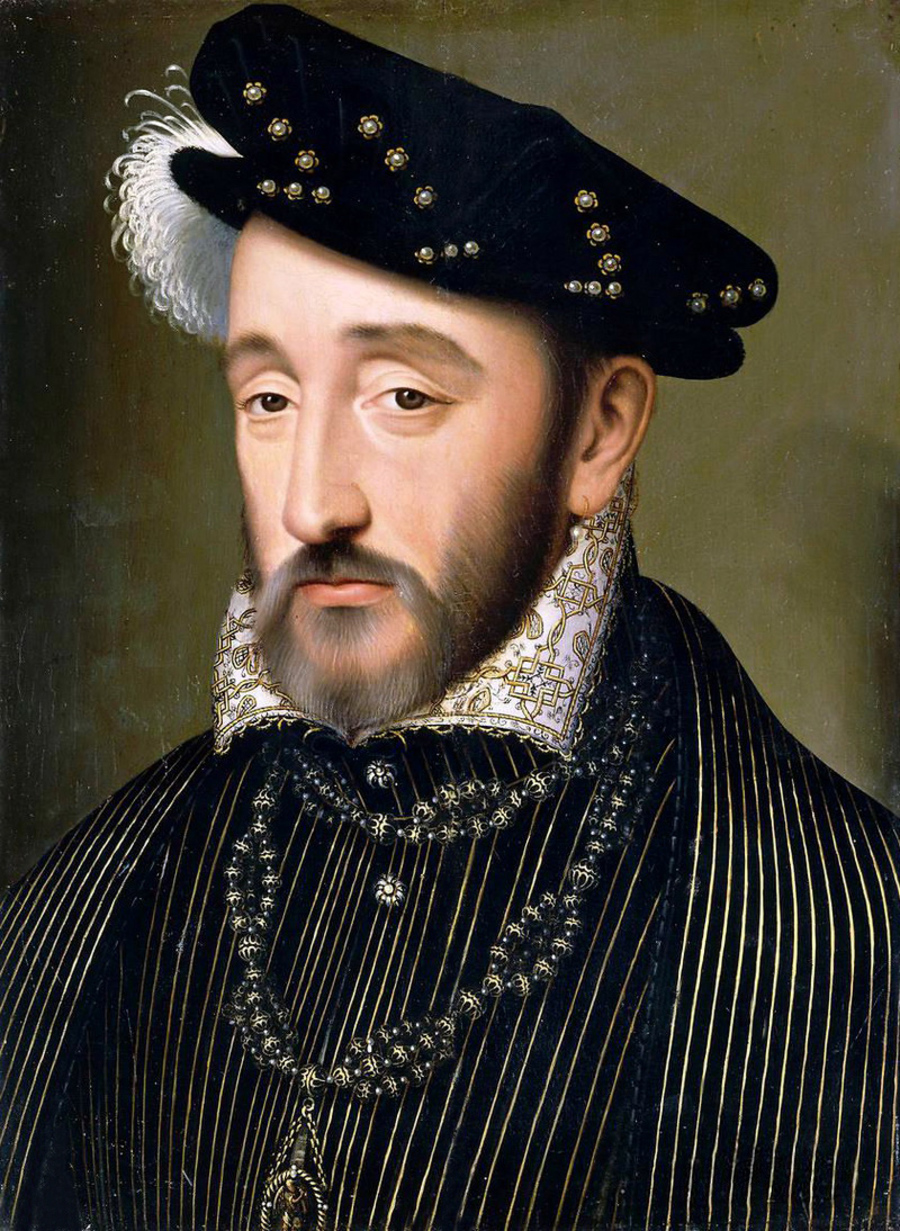
Enrique II de Francia.

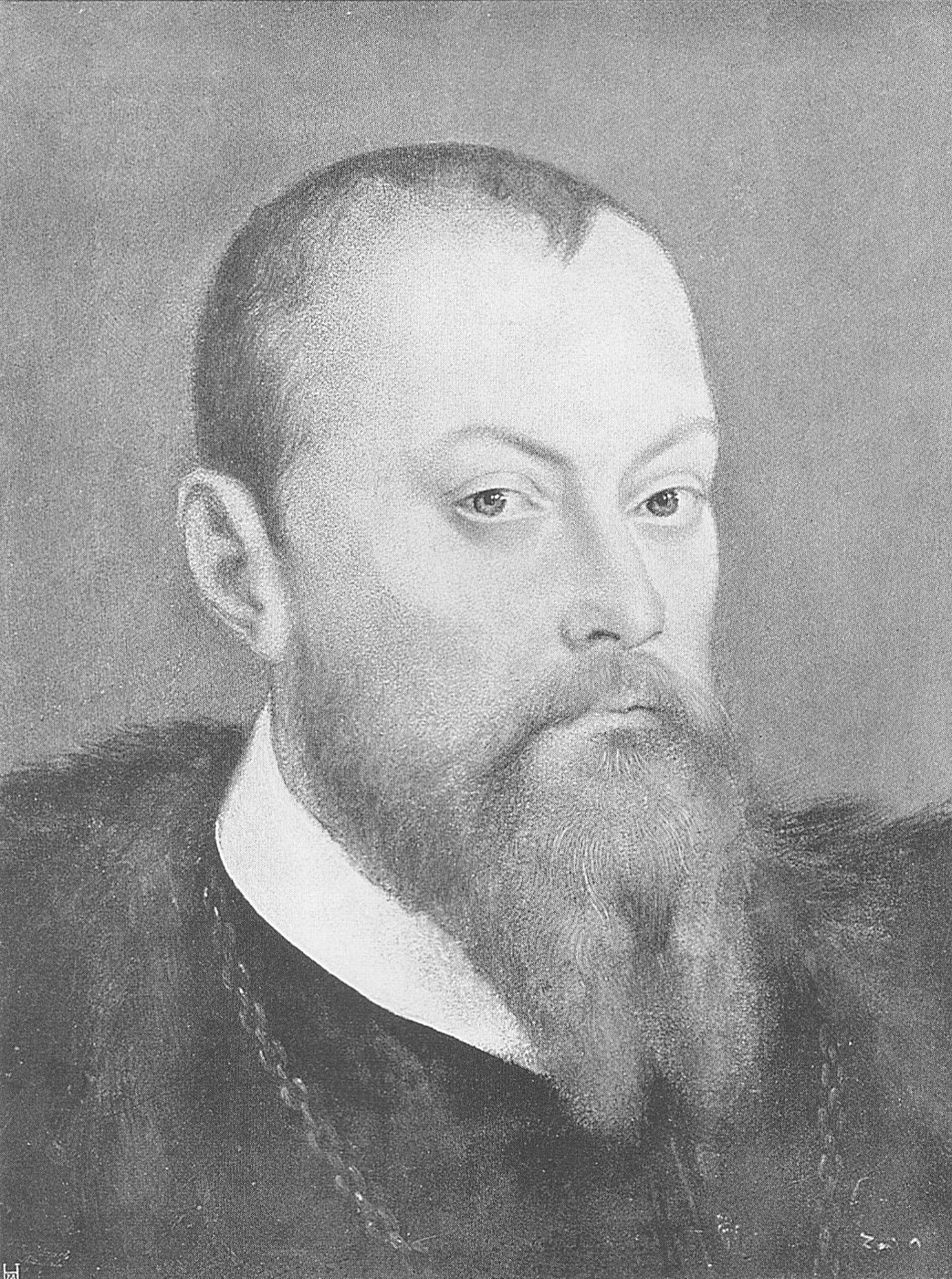
Mauricio de Sajonia.

El Tratado de Chambord fue un tratado entre el monarca francés Enrique II y los príncipes alemanes, representados por Mauricio de Sajonia, que se firmó el 15 de enero de 1552.
Los príncipes alemanes obtuvieron de Francia la promesa de ayuda económica y el compromiso de restablecer las libertades germánicas; a cambio, Francia podía tomar las plazas de Metz, Toul y Verdún, tres obispados de Lorena. La obtención de estos acercó la frontera francesa al Rin.
El objetivo del tratado era crear un frente común contra el emperador Carlos V. Los príncipes alemanes buscaban independencia y Francia trataba de contrarrestar el poder hispánico.

## Extracto del Tratado de Chambord (en alemán)
«Wir sehen vor Augen die List, wodurch unsere Widersacher vermeinen, unsere Religion einzuschränken und zuletzt gar auszutilgen. Wir haben angesehn, wie die Römische Kaiserl. Majestät dahin trachtet, daß sie nicht allein die Kurfürsten und Fürsten, sondern auch die Grafen, Herren, die übrigen vom Adel, die ehrbaren Städte und gemeinen Untertanen unseres hochgeliebten Vaterlandes, der deutschen Nation, von ihren alten Freiheiten zu einer solchen viehischen, unerträglichen und ewigen Knechtschaft wie Spanien bringen möchte [...]»

«So haben wir bei uns erwogen, daß wir lieber Not und Tod gewärtigen wollen, denn einer solchen Schande länger unterwürfig zu sein und haben uns zur Durchsetzung unseres Willens vertraunensvoll in eine Verständigung mit Herrn Heinrich, König zu Frankreich, eingelassen, also daß wir wollen mir Heereskraft das beschwerliche Joch der Knechtschaft von uns werfen, und die alte Freiheit unseres geliebten Vaterlandes, der deutschen Nation, erretten [...]»

«Zur Erhaltung des Kriegsvolkes will und soll der König uns gutwillig jeden Monat reichen und erlegen 70.000 Goldkronen. Es soll nicht mehr als ein oberster Feldhauptmann geordnet werden [...] Hierzu ist der Kurfürst von Sachsen [...] durch uns andere zum Generaloberst gewählt worden. Es wird auch für gut erachtet, daß die Königl. Majestät zu Frankreich sofort die Städte, so zum Reich von alters her gehört haben und nicht deutscher Sprache sind, als nämlich Cambrai, Toul, Metz und Verdun, ohne Verzug einnehme und die als Vikar des Reiches innehabe und behalte»

- Datos: Q1414387